# 専門学校穴吹ビジネスカレッジ
専門学校穴吹ビジネスカレッジ（せんもんがっこうあなぶきびじねすかれっじ）は、香川県高松市に所在する専門学校である。1992年に学校法人穴吹学園 穴吹情報ビジネス専門学校を分割して開校した。

## 所在地
香川県高松市番町二丁目4番14号

## 設置学科
企業ビジネス学科、外語ビジネス学科、公務員ビジネス学科、公務員学科

## グループ校
専門学校穴吹コンピュータカレッジ 他13校